# Malajzia az 1992. évi nyári olimpiai játékokon
Malajzia a spanyolországi Barcelonában megrendezett 1992. évi nyári olimpiai játékok egyik részt vevő nemzete volt. Az országot az olimpián 6 sportágban 26 sportoló képviselte, akik összesen 1 érmet szereztek.

## Érmesek
| Érem  | Versenyző                                | Sportág     | Versenyszám |
| ----- | ---------------------------------------- | ----------- | ----------- |
| Bronz | Jalani Sidek Mohamed Razif Sidek Mohamed | Tollaslabda | Férfi páros |

## Atlétika
Férfi
| Versenyző        | Versenyszám | Előfutam | Előfutam | Előfutam | Negyeddöntő | Negyeddöntő | Negyeddöntő | Elődöntő | Elődöntő | Elődöntő | Döntő   | Döntő    |
| Versenyző        | Versenyszám | Idő      | Hely.    | Össz.    | Idő         | Hely.       | Össz.       | Idő      | Hely.    | Össz.    | Idő     | Helyezés |
| ---------------- | ----------- | -------- | -------- | -------- | ----------- | ----------- | ----------- | -------- | -------- | -------- | ------- | -------- |
| Nur Herman Majid | 110 m gát   | 14,34    | 7.       | 34.      | kiesett     | kiesett     | kiesett     | kiesett  | kiesett  | kiesett  | kiesett | kiesett  |

## Gyeplabda

### Férfi
| Malajziai férfi gyeplabdacsapat-játékoskeret | Malajziai férfi gyeplabdacsapat-játékoskeret |
| --- | --- |
| - Lim Chiow Chuan - Ahmed Fadzil - Gary Fidelis - Suppiah Suria Ghandi - Mohamed Abdul Hadj - Tai Beng Hai - Lailin Abu Hassan - Dharma Raj Kanniah | - Soon Mustafa bin Karim - Sarjit Singh Kyndan - Paul Lopez - Aanantha Sambu Mayavo - Nor Saiful Zaini Nasir-ud-Din - Mirnawan Nawawi - Shankar Ramu - Brian Jaya Siva - Szövetségi kapitány: Terence Arthur Walsh |

#### Eredmények
Csoportkör
B csoport
| Csapat                  | M | Gy | D | V | G+ | G– | Gk  | P  |
| ----------------------- | - | -- | - | - | -- | -- | --- | -- |
| Pakisztán (PAK)         | 5 | 5  | 0 | 0 | 20 | 6  | +14 | 10 |
| Hollandia (NED)         | 5 | 4  | 0 | 1 | 20 | 10 | +10 | 8  |
| Spanyolország (ESP)     | 5 | 3  | 0 | 2 | 15 | 11 | +4  | 6  |
| Új-Zéland (NZL)         | 5 | 1  | 0 | 4 | 7  | 12 | –5  | 2  |
| Egyesített Csapat (EUN) | 5 | 1  | 0 | 4 | 12 | 20 | –8  | 2  |
| Malajzia (MAS)          | 5 | 1  | 0 | 4 | 9  | 24 | –15 | 2  |

| 1992. július 26. 18:00 | Pakisztán (PAK)      | 4–1   | Malajzia (MAS) | Játékvezetők: Heinz Wolter (GER) Patrick van Beneden (BEL) |
| 1992. július 26. 18:00 | Bajwa 2 Bashir Zaman | (3–1) | Nasir-ud-Din   | Játékvezetők: Heinz Wolter (GER) Patrick van Beneden (BEL) |

| 1992. július 28. 10:15 | Egyesített Csapat (EUN)                       | 7–3   | Malajzia (MAS)                  | Játékvezetők: Sana Kyoshi (JPN) Graham Nash (GBR) |
| 1992. július 28. 10:15 | Yulchiyev 2 Plesakov 2 Seksenbayev 2 Nechayev | (2–3) | Chiow Chuan Nasir-ud-Din Nawawi | Játékvezetők: Sana Kyoshi (JPN) Graham Nash (GBR) |

| 1992. július 30. 20:00 | Spanyolország (ESP)          | 5–2   | Malajzia (MAS) | Játékvezetők: Heinz Wolter (GER) Christopher Todd (GBR) |
| 1992. július 30. 20:00 | Iglesias 3 I.Escudé X.Escudé | (2–2) | Abdul Hadj 2   | Játékvezetők: Heinz Wolter (GER) Christopher Todd (GBR) |

| 1992. augusztus 1. 16:00 | Új-Zéland (NZL) | 2–3   | Malajzia (MAS)  | Játékvezetők: Sana Kyoshi (JPN) Christopher Todd (GBR) |
| 1992. augusztus 1. 16:00 | McLeod C. Russ  | (1–2) | Kyndan 2 Nawawi | Játékvezetők: Sana Kyoshi (JPN) Christopher Todd (GBR) |

| 1992. augusztus 3. 9:45 | Hollandia (NED)     | 6–0   | Malajzia (MAS) | Játékvezetők: Claude Seidler (GER) Graham Nash (GBR) |
| 1992. augusztus 3. 9:45 | Delissen 3 Honert 3 | (3–0) |                | Játékvezetők: Claude Seidler (GER) Graham Nash (GBR) |

A 9–12. helyért
| 1992. augusztus 5. 9:15 | Argentína (ARG)  | 4–6 (h. u.) | Malajzia (MAS)                   | Játékvezetők: T. S. Bhullar (IND) Claude Seidler (GER) |
| 1992. augusztus 5. 9:15 | Ferrara 3 Allona | (0–0, 3–3)  | Nawawi 3 Chiow Chuan 2 Jaya Siva | Játékvezetők: T. S. Bhullar (IND) Claude Seidler (GER) |

A 9. helyért
| 1992. augusztus 7. 17:00 | Malajzia (MAS)               | 4–3   | Egyesített Csapat (EUN) | Játékvezetők: Jose Gortazar (ESP) Guillaume Langle (FRA) |
| 1992. augusztus 7. 17:00 | Nawawi 2 Nasir-ud-Din Mayavo | (2–2) | Seksenbayev 2 Yulchiyev | Játékvezetők: Jose Gortazar (ESP) Guillaume Langle (FRA) |

| Csapat         | Helyezés |
| -------------- | -------- |
| Malajzia (MAS) | 9.       |

## Kerékpározás

### Országúti kerékpározás
Férfi
| Versenyző           | Versenyszám   | Idő           | Helyezés      |
| ------------------- | ------------- | ------------- | ------------- |
| Murugayan Kumaresan | Mezőnyverseny | nem ért célba | nem ért célba |

### Pálya-kerékpározás
Üldözőversenyek
| Versenyző           | Versenyszám                | Selejtező | Selejtező | Negyeddöntő  | Negyeddöntő | Negyeddöntő | Elődöntő     | Elődöntő  | Elődöntő | Döntő        | Döntő     | Helyezés |
| Versenyző           | Versenyszám                | Idő       | Hely.     | Ellenfél Idő | Saját idő   | Hely.       | Ellenfél Idő | Saját idő | Hely.    | Ellenfél Idő | Saját idő | Helyezés |
| ------------------- | -------------------------- | --------- | --------- | ------------ | ----------- | ----------- | ------------ | --------- | -------- | ------------ | --------- | -------- |
| Murugayan Kumaresan | Férfi egyéni üldözőverseny | 4:59,049  | 22.       | kiesett      | kiesett     | kiesett     | kiesett      | kiesett   | kiesett  | kiesett      | kiesett   | 21.      |

Pontversenyek
| Versenyző           | Versenyszám       | Selejtező | Selejtező | Selejtező | Selejtező | Döntő     | Döntő | Helyezés |
| Versenyző           | Versenyszám       | Csoport   | lekörözés | Pont      | Hely.     | lekörözés | Pont  | Helyezés |
| ------------------- | ----------------- | --------- | --------- | --------- | --------- | --------- | ----- | -------- |
| Murugayan Kumaresan | Férfi pontverseny | A         | 1         | 11        | 10.       | -         | 0     | 21.      |

## Sportlövészet
Nyílt
| Versenyző    | Versenyszám | Selejtező | Selejtező | Elődöntő | Elődöntő | Döntő   | Döntő    |
| Versenyző    | Versenyszám | Pont      | Helyezés  | Pont     | Helyezés | Pont    | Helyezés |
| ------------ | ----------- | --------- | --------- | -------- | -------- | ------- | -------- |
| Kaw Fun Ying | Skeet       | 144       | 33.*      | kiesett  | kiesett  | kiesett | kiesett  |

* - nyolc másik versenyzővel azonos eredményt ért el

## Tollaslabda
| Versenyző                                | Versenyszám | Selejtező                       | 32-es főtábla                                                                         | Nyolcaddöntő                                                    | Negyeddöntő                                                | Elődöntő                                                  | Döntő             | Helyezés |
| Versenyző                                | Versenyszám | Ellenfél Eredmény               | Ellenfél Eredmény                                                                     | Ellenfél Eredmény                                               | Ellenfél Eredmény                                          | Ellenfél Eredmény                                         | Ellenfél Eredmény | Helyezés |
| ---------------------------------------- | ----------- | ------------------------------- | ------------------------------------------------------------------------------------- | --------------------------------------------------------------- | ---------------------------------------------------------- | --------------------------------------------------------- | ----------------- | -------- |
| Foo Kok Keong                            | Férfi egyes | Hans Sperre (NOR) · 15-11, 15-3 | Tomáš Mendrek (TCH) · 15-2, 15-3                                                      | Ardy Wiranata (INA) · 4-15, 6-15                                | kiesett                                                    | kiesett                                                   | kiesett           | 9.       |
| Rashid Sidek Mohamed                     | Férfi egyes | erőnyerő                        | Motojama Hideaki (JPN) · 15-3, 15-2                                                   | Vóng Vaj-lap (Wong Wai Lap) (HKG) · 15-2, 15-3                  | Thomas Stuer-Lauridsen (DEN) · 12-15, 8-15                 | kiesett                                                   | kiesett           | 5.       |
| Soo Beng Kiang Cheah Soon Kit            | Férfi páros |                                 | Kína (CHN) · Li Jung-po (Li Yongbo) · Tien Ping-ji (Tian Bingyi) · 15-11, 15-18, 4-15 | kiesett                                                         | kiesett                                                    | kiesett                                                   | kiesett           | 17.      |
| Jalani Sidek Mohamed Razif Sidek Mohamed | Férfi páros |                                 | India (IND) · Dípankar Bhattacsarja · Vimal Kumár · 15-6, 15-3                        | Dánia (DEN) · Jon Holst-Christensen · Thomas Lund · 15-12, 15-6 | Japán (JPN) · Macuno Súdzsi · Macuura Sindzsi · 15-5, 15-4 | Dél-Korea (KOR) · Pak Csubong · Kim Munszu · 11-15, 13-15 | kiesett           |          |

## Úszás
Férfi
| Versenyző     | Versenyszám  | Előfutam | Előfutam | Előfutam | Döntő   | Döntő   | Döntő   | Helyezés |
| Versenyző     | Versenyszám  | Idő      | Hely.    | Össz.    | Típus   | Idő     | Hely.   | Helyezés |
| ------------- | ------------ | -------- | -------- | -------- | ------- | ------- | ------- | -------- |
| Kuan Seng Ong | 200 m gyors  | 1:55,37  | 2.       | 36.      | kiesett | kiesett | kiesett | kiesett  |
| Kuan Seng Ong | 400 m gyors  | 4:02,28  | 8.       | 37.      | kiesett | kiesett | kiesett | kiesett  |
| Kuan Seng Ong | 1500 m gyors | 15:51,41 | 7.       | 20.      | kiesett | kiesett | kiesett | kiesett  |